# Кребийон, Клод
Клод Кребийо́н, Кребийо́н-сын (фр. Claude Prosper Jolyot de Crébillon; 14 февраля 1707, Париж — 12 апреля 1777, там же) — французский писатель, сын поэта и драматурга Проспера Жолио де Кребийона. Наиболее значительное его произведение — роман «Заблуждения сердца и ума» (1736—1738).

## Биография
Воспитывался в иезуитском коллеже Людовика Великого (1720—1725 или 1726), однако уклонился от вступления в орден. Был в хороших отношениях с Жаном-Филиппом Рамо и Франсуа Буше, дружил с Луи Себастьеном Мерсье. В 1748 году женился на английской аристократке, Марии Генриетте Стаффорд, которая, по свидетельствам современников, сочетала кротость характера и благочестие с внешним уродством. Несмотря на покровительство со стороны герцога Орлеанского, после смерти жены (1755) Кребийон разорился и был вынужден продать свою библиотеку. В 1759 году благодаря протекции маркизы де Помпадур был назначен королевским цензором.
Первое сочинение Кребийона — пародирующая волшебную сказку новелла «Сильф» (1730). В том же ключе позднее им была создана повесть «Ах! Что за сказка» (1754). В своих произведениях Кребийон развивает своего рода феноменологию чувств. В этом отношении он близок к Пьеру Мариво и другим прозаикам рококо. Ряд романов Кребийона-сына относится к популярной в XVIII веке эпистолярной литературе: «Письма маркизы М*** графу Р***» (1732), «Письма герцогини *** герцогу ***» (1768), «Афинские письма» (1771).
В романе «Шумовка, или Танзаи и Неадарне» (1734) Кребийон следовал характерной для его эпохи моде на ориентализм. Роман вызвал скандал, в нем усмотрели религиозную и политическую крамолу, в результате чего писатель на непродолжительное время оказался за решёткой. Кроме того, Кребийон высмеял здесь стиль романа Мариво «Жизнь Марианны» — и удостоился нелестных замечаний в свой адрес в другом романе писателя, «Удачливый крестьянин».
Немало шума наделал ещё один «восточный» роман Кребийона «Софа» (1742) (его влияние очень ощутимо в «Нескромных сокровищах» Дени Дидро). Кребийон был ненадолго выслан из Парижа. В своем самом знаменитом сочинении, психологическом романе «Заблуждения сердца и ума» (1736—1738) писатель воссоздал историю «воспитания чувств» молодого человека, осваивающего галантную науку. Этот роман, как и некоторые другие сочинения писателя, предвосхищает «Опасные связи» Шодерло де Лакло.
Роман «Счастливые сироты» (1754) свидетельствует о хорошем знании автором традиций современной ему английской прозы (Г. Филдинг).
Кребийон написал также две повести-диалога: «Ночь и Мгновение» (1755) и «Случай у камина» (1763).

## Издания произведений Кребийона
- Oeuvres complètes. — T. 1-4. — Paris: 1999—2002.
- Кребийон-сын. Заблуждения сердца и ума, или Мемуары г-на де Мелькура = Les Egarements du cœur et de l'esprit, ou Memoires de M. de Meilcour / Пер. А. А. Поляк, Н. А. Поляк; Изд. подг. А. Д. Михайлов, А. А. Поляк, Н. А. Поляк; Отв. А. Д. Михайлов. — М.: «Наука», 1974. — 344 с. — (Литературные памятники). — 50 000 экз.
- Кребийон-сын. Шумовка, или Танзай и Неадарне. Софа = L'Ecumoire, ou Tanzaï et Néadarné. Le Sopha / Пер. Е. Э. Бабаевой; Изд. подг. Е. Э. Бабаева, Н. О. Веденеева, А. Д. Михайлов; Отв. А. Д. Михайлов. — М.: «Наука», 2006. — 368 с. — (Литературные памятники). — 2000 экз.

## Электронные ресурсы
Материалы научной конференции, посвящённой творчеству Кребийона